# 辰野九紫
辰野 九紫（たつの きゅうし、1892年7月16日 - 1962年8月6日）は日本の小説家。鳥取県鳥取市出身。東京帝国大学法学部卒。本名、小堀竜二。別名に双竜子。 
大学卒業後、十年以上のサラリーマン生活を経た後、1929年（昭和4年）懸賞小説として「青バスの女」を「新青年」に投稿、以後、作家となる。
その後は「モダン日本」「サンデー毎日」「スタイル」などに寄稿。主にユーモア小説の第一人者となった。1936年（昭和11年）には、佐々木邦らとともにユーモア作家倶楽部を結成、自ら世話人もつとめた。

## 著書
- 虚業春秋 双竜子 思潮社 1926
- 青バスの女 辰野九紫 著 博文館 1929 (新青年叢書)
- サラリマン講座 辰野九紫 著 春陽堂 1931
- パトロン百面相 辰野九紫 著 時潮社 1933
- 現代ユーモア小説全集 第2巻 丸の内五人女 : 他6篇 辰野九紫,  アトリヱ社 1935
- 万引一代女 辰野九紫 著 第百書房 1935
- 新版ユーモア小説全集 第15巻 養子は辛い 辰野九紫,  アトリヱ社 1938
- 東京からくり音頭 辰野九紫 著 第百書房 1939
- ひとりも愉し 辰野九紫 著 長隆舎書店 1941
- 愛婿通信 : ユーモア小説 辰野九紫 著 南方書院 1941
- 名物道中双六 辰野九紫 著 紫文閣 1942